# Distretto di Ba Đình
Il distretto di Ba Đình è un distretto urbano di Hanoi, la capitale del Vietnam. È il centro politico del paese ed è sede della maggior parte degli uffici governativi ed ambasciate estere. In passato era anche noto come "quartiere francese" (Khu phố Pháp) per lo stile architettonico coloniale di molti dei palazzi governativi e delle ville della zona, risalente al periodo coloniale francese. La parte sud del vicino distretto di Hoàn Kiếm è anche nota come "quartiere francese", sempre a causa dello stile architettonico degli edifici.
Il distretto confina a nord con il distretto di Tây Hồ, ad est con il fiume Rosso, a sud con il distretto di Đống Đa, a sudest con quello di Hoàn Kiếm e ad ovest con quello di Cầu Giấy.

## Monumenti e luoghi di interesse
Nel distretto si trovano molti monumenti importanti, musei nazionali e luoghi di interesse:
- Mausoleo di Hô Chi Minh
- Piazza Ba Đình
- Pagoda di Môt Côt
- Museo Hồ Chí Minh
- Città imperiale Thang Long
- Museo di storia militare del Vietnam

Panorama di Piazza Ba Dinh con il Mausoleo di Ho Chi Minh

- Museo di belle arti del Vietnam
- Palazzo presidenziale
- Lago Trúc Bạch
- Tempio Quan Thanh
- Zoo di Hanoi
- Lago Huu TiepPanorama di Piazza Ba Dinh con il Mausoleo di Ho Chi Minh

## Suddivisioni amministrative
Il distretto è suddiviso in 14 quartieri (phường):
- Cống Vị
- Điện Biên
- Đội Cấn
- Giảng Võ
- Kim Mã
- Liễu Giai
- Ngọc Hà
- Ngọc Khánh
- Nguyễn Trung Trực
- Phúc Xá
- Quán Thánh
- Thành Công
- Trúc Bạch
- Vĩnh Phúc